# Gheorghe Leonida
Gheorghe Leonida (ur. 1892 lub 93, zm. 1942) – rumuński rzeźbiarz.

## Życiorys
Leonida urodził się w Galați (Gałacz). Dokładna data nie jest znana. Jedne źródła podają 1892 rok, a inne 1893. Był bratem jednej z pierwszych kobiet, które zostały inżynierem  Elisy Leonidy Zamfirescu oraz inżyniera Dimitrie Leonida. Ojciec był zawodowym wojskowym, dlatego rodzina musiała zmieniać miejsce zamieszkania. Leonida ukończył szkołę średnią w Bukareszcie i tam studiował na wydziale rzeźby Akademii Sztuk Pięknych. Po I wojnie światowej Leonida kontynuował studia w Rzymie i Paryżu.
W Paryżu spotkał Paula Landowskiego, który otrzymał zlecenie wyrzeźbienia posągu Chrystusa Odkupiciela. Zlecił on rumuńskiemu rzeźbiarzowi wykonanie głowy posągu. Prace trwały 5 lat i  ukończono je w 1931 roku. Przez długie lata, bo do lat 90. XX wieku uznawano rzeźbę w całości za dzieło Landowskiego. Dopiero wtedy odkryto udział Leonida dzięki rozmowom z rumuńskimi emigrantami w Brazylii, a potwierdzone przez profesora Atico da Mota w pracy Brasilia e Romenia Pontes Culturais. Informacje te potwierdzili również potomkowie siostry rzeźbiarza.
Zmarł wiosną 1942 roku, spadając z dachu domu rodzinnego w Bukareszcie.